# Volksabstimmungen in der Schweiz 1912
Dieser Artikel bietet eine Übersicht der Volksabstimmungen in der Schweiz im Jahr 1912.
In der Schweiz fand auf Bundesebene eine Volksabstimmung statt, im Rahmen eines Urnengangs am 4. Februar. Dabei handelte es sich um ein fakultatives Referendum.

## Abstimmung am 4. Februar 1912

### Ergebnis
| Nr. | Vorlage                                               | Art | Stimm- berechtigte | Abgegebene Stimmen | Beteiligung | Gültige Stimmen | Ja      | Nein    | Ja-Anteil | Nein-Anteil | Stände | Ergebnis |
| --- | ----------------------------------------------------- | --- | ------------------ | ------------------ | ----------- | --------------- | ------- | ------- | --------- | ----------- | ------ | -------- |
| 71  | Bundesgesetz über die Kranken- und Unfallversicherung | FR  | 839'212            | 539'273            | 64,26 %     | 528'982         | 287'565 | 241'416 | 54,36 %   | 45,64 %     | –      | ja       |

### Kranken- und Unfallversicherung
Seit 1890 bestand ein Verfassungsauftrag zur Einführung einer staatlichen Kranken- und Unfallversicherung, doch das entsprechende Ausführungsgesetz scheiterte zehn Jahre später deutlich. Der Bundesrat legte dem Parlament Ende 1906 einen neuen Gesetzesentwurf vor und betonte, dass er den Weg des Kompromisses vorschlage und nur das anstrebe, was praktisch erreichbar sei. So verzichtete er auf das umstrittene Obligatorium der Krankenversicherung und schlug stattdessen die finanzielle Unterstützung bestehender Krankenkassen vor. Hingegen hielt er am Obligatorium der Unfallversicherung fest. Nach langen Debatten mit Modifikationen in zahlreichen Details stimmten beide Parlamentskammern dem neuen Kranken- und Unfallversicherungsgesetz (KUVG) zu. Unternehmerkreise, private Versicherungsgesellschaften und föderalistische Politiker aus der Romandie brachten ein Referendum zustande. Ihre Opposition richtete sich gegen die obligatorische staatliche Unfallversicherung, die ihrer Ansicht nach enorme finanzielle Folgekosten mit sich bringen würde. Auf der anderen Seite unterstützten alle grossen Parteien das Gesetz und betonten, dass es endlich an der Zeit sei, den 22 Jahre alten Verfassungsauftrag realisieren. Bei den Stimmberechtigten fand das KUVG eine knappe Mehrheit. 1918 nahm die Schweizerische Unfallversicherungsanstalt ihre Tätigkeit auf.